# ويليام بيلبي أفيري
كان السير ويليام بيلبي أفيري، البارون الأول (26 أبريل 1854 - 28 أكتوبر 1908) من هواة جمع الطوابع البريطانيين، وقد أُدرج اسمه في رابطة هواة جمع الطوابع المتميزين عام 1921 كأحد رواد هذهِ الهواية. كان جدهُ الأخ الأكبر في شركة دبليو آند تي أفيري، من صانعي آلات الوزن في برمنغهام، وحتى تقاعده، أدار السير ويليام توسعًا كبيرًا في هذه المهنة.

## العائلة
أفيري، كان عضو في سلالة عريقة من صانعي آلات الوزن والمقاييس والابن الثالث لويليام هنري أفيري (1812-1874) من إدجباستون، تم تعيينه بارونيت في عام 1905. تزوج مرتين، أولاً من ابنة السيد فرانسيس بيل، من لندن، ومن هذا الزواج كان لديهِ ابن، ويليام إريك توماس أفيري، الذي خلفه في لقبهِ، وثانيًا من ابنة السيد بيير كريتس، من باريس. أقام في برمنغهام لكنهُ احتفظ في أواخر حياتهِ بمنزل، أوكلي كورت، في براي، وندسور، ومنزل في المدينة في بورتلاند بليس، حيث توفي.

## شركة دبليو آند تي أفيري

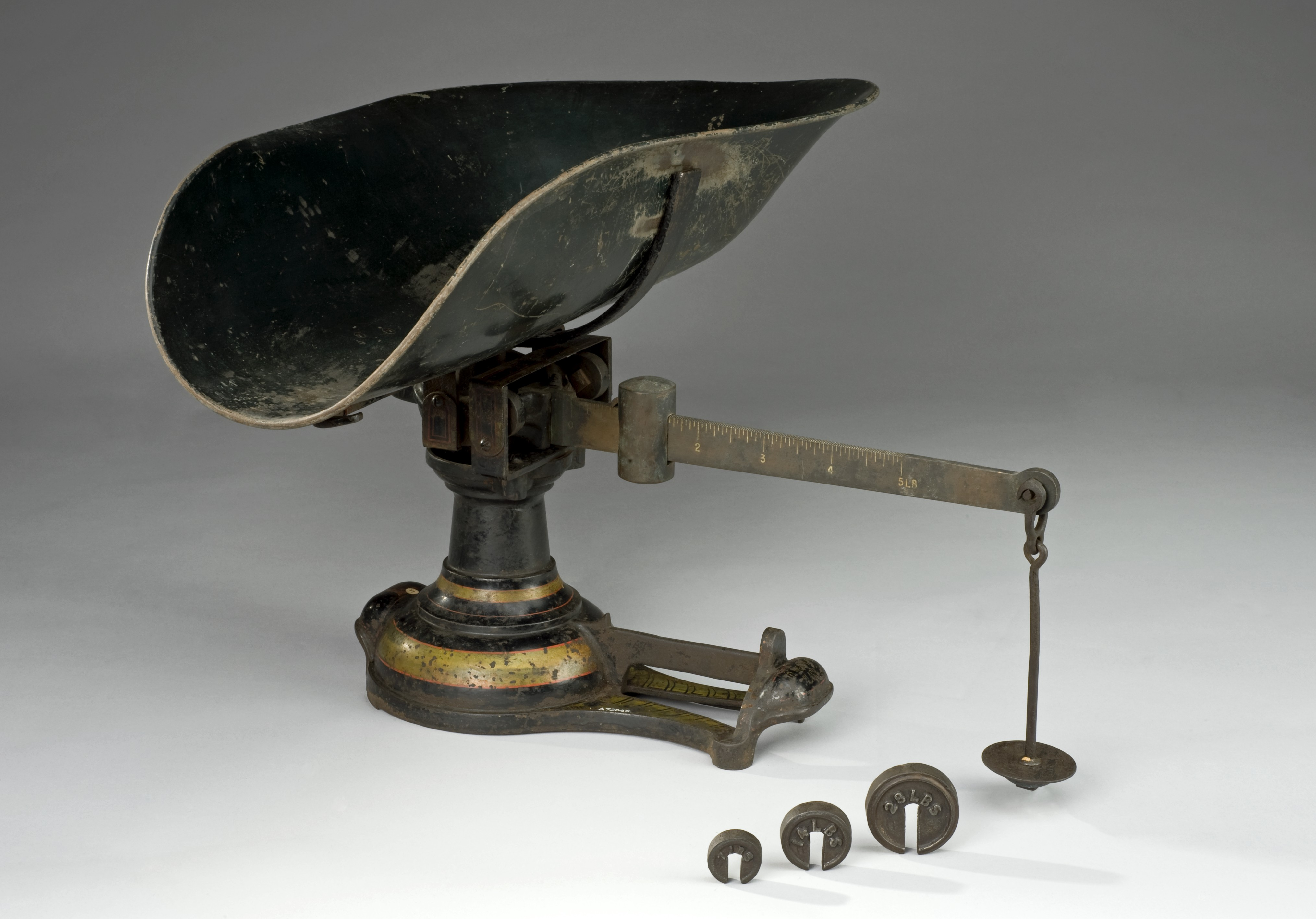
جهاز وزن للأطفال الرضع من دبليو آند تي أفيري

عندما كان جد السير ويليام، ويليام أفيري، تاجرًا وخياطًا، ورث من عائلته وعائلة زوجته شركةً عريقةً لآلات الوزن والقياس، بدأت في أوائل القرن الثامن عشر بتصنيع مقاييس الصلب (القبان). واصل ويليام أفيري، مع شقيقهِ توماس الذي توفي عام 1824، العمل باسميهما الخاصين، دبليو آند تي أفيري.
في عام 1843، تولى اثنان من أبناء ويليام إدارة العمل: والد السير ويليام، ويليام هنري أفيري، وشقيقه الأصغر توماس أفيري. سحب توماس رأس ماله من العمل عام 1866 وكرّس جهوده لتحسين الخدمات الحكومية المحلية. انتقلت إدارة أعمال تصنيع الموازين إلى ويليام هنري وابنه (السير) ويليام بيلبي أفيري. أثبت الأب والابن كفاءةً إداريةً عاليةً، وازدهر العمل، حيثُ صَدَرَت منتجاتهِ من آلات الوزن إلى جميع أنحاء العالم. ومنذ بداية القرن الحادي والعشرين، عُرِفَت الشركة باسم أفيري وي-ترونيكس.
في عام 1895، اشترت شركة دبليو آند تي أفيري مصنع سوهو التاريخي، ولا يزال هذا الموقع مركز أعمال أفيري.
تصفه إعلاناته بأنه أحد أبرز موردي (آلات الوزن) والأنظمة والمعدات في العالم.
كان السير ويليام عضوًا في مجلس إدارة شركة يونايتد روديسيان جولدفيلدز، بالإضافة إلى عدد من الشركات البريطانية المهمة.
كان العم توماس أفيري (1813-1894) رئيسًا لبلدية برمنغهام ثلاث مرات.

## الطوابعية

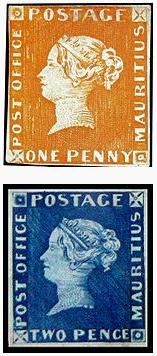
طوابع مكتب بريد موريشيوس المملوك لشركة أفيري.

حصل أفيري على مجموعة بولوك الأسترالية، التي تضمنت العديد من لوحات سيدني الرائعة، ومجموعات من جزر الهند الغربية وأستراليا الغربية من تشارلز فيليبس. كما امتلك قطعة كبيرة فريدة غير مستخدمة من عملة جنيف السويسرية المزدوجة، وكانت لديهِ مقتنيات ثمينة من مولدوفا ونيفيس. وبفضل عمليات الشراء المكثفة في إنجلترا وأوروبا، كوّن أفيري واحدة من أروع مجموعات عصرهِ من طوابع البريد النادرة. اشترى تاجر الطوابع اللندني ويليام هنري بيكيت مجموعة أفيري عام 1909 مقابل 24500 جنيه إسترليني.
كانت أهم قطع أفيري طوابع بريد موريشيوس غير المستخدمة من فئة بنس واحد وبنسين، والتي حصل عليها عام 1893.
في مجال جمع الطوابع المنظم، كان أفيري رئيسًا لجمعية برمنغهام لهواة جمع الطوابع.

## جامعة برمنغهام
كان عميداً مدى الحياة لجامعة برمنغهام.

## اقرأ أيضاً
- Peckitt, W. H. The Avery Collection of the Postage Stamps of the World. London: W. Peckitt, 1909 59p.
- "Notable Philatelists - Sir William B. Avery" in The Philatelic Record, November 1905, pp. 233–34.
- "The Late Sir W. B. Avery" in The Stamp Lover, Vol. 1, No. 7, December 1908, p. 181.
- "Sir William Beilby Avery, Bart. A Collector of 19th Century Rarities" by Charles J. Phillips in Stamps, Vol. 5, No. 3, 21 October 1933, pp. 97–98.